# Großherzogskrone

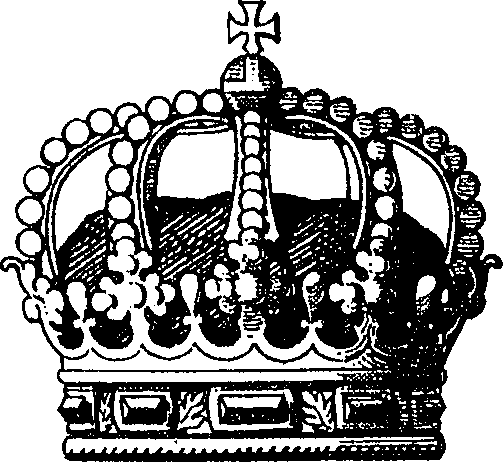
Schematische Zeichnung einer Großherzogskrone

Die Großherzogskrone ist ein Rang- und Würdezeichen der Großherzöge.

## Beschreibung
Sie besteht aus einer goldenen Krone (Stirnreif mit Zacken, Blätter darstellend) mit acht Spangen, die sich oben über dem Mittelpunkt des Stirnreifes treffen. Der Kreuzpunkt trägt meist einen Miniatur-Reichsapfel. Die Großherzogskrone hat eine Purpurmütze, deren Höhe nur bis zur Hälfte der fünf sichtbaren (mit Perlen bestückten) Spangen reicht. (Geht die Höhe der Mütze darüber hinaus, so handelt es sich nur um eine Herzogskrone.) Von der Großherzogskrone zu unterscheiden ist die Großherzoglich-Florentinische Krone.

## Verwendung
Die Handhabung war bzw. ist in den europäischen Ländern unterschiedlich. Als Königskrone wird die Großherzogskrone in den Wappen der Länder Belgien, Dänemark, Schweden und Norwegen genutzt. Die Wappen der Kronprinzen dürfen von ihr bekrönt sein.
In den Wappen verschiedener Länder war die Großherzogskrone präsent. So in den  Herzogtümern Anhalt, Braunschweig, Sachsen-Meiningen und Sachsen-Coburg und Gotha. Auch bei den Fürstenhäusern Reuß (ältere Linie und jüngere Linie) und in Bulgarien (erst Fürstentum, dann Königreich), im Großherzogtum Luxemburg und im Fürstentum Monaco war bzw. ist die Großherzogskrone Rangzeichen.
Oftmals wurden und werden in den Wappen der Großherzogtümer, um ihre Souveränität zu unterstreichen, die sich auch in der Anrede Königliche Hoheit ihrer Monarchen widerspiegelt, statt einer Großherzogskrone eine Königskrone dargestellt, was einfach dadurch zu leisten ist, indem man die Purpurmütze, die zwischen den mit Perlen bestückten Spangen zu sehen wäre, ganz fortfallen lässt. Beispiele diesbezüglich Großherzog Henri von Luxemburg, des Großherzogs von Mecklenburg-Schwerin, des Großherzogs von Oldenburg und großherzoglichen Hauses in Baden:

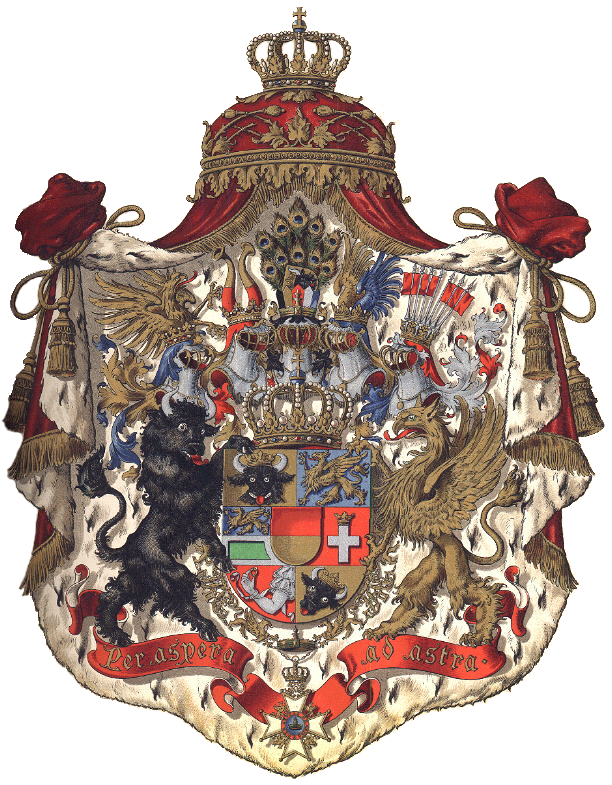
Wappen des Großherzogs von Mecklenburg-Schwerin
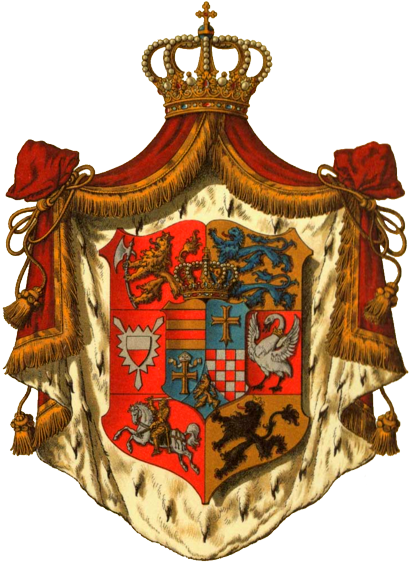
Wappen des Großherzogs von Oldenburg
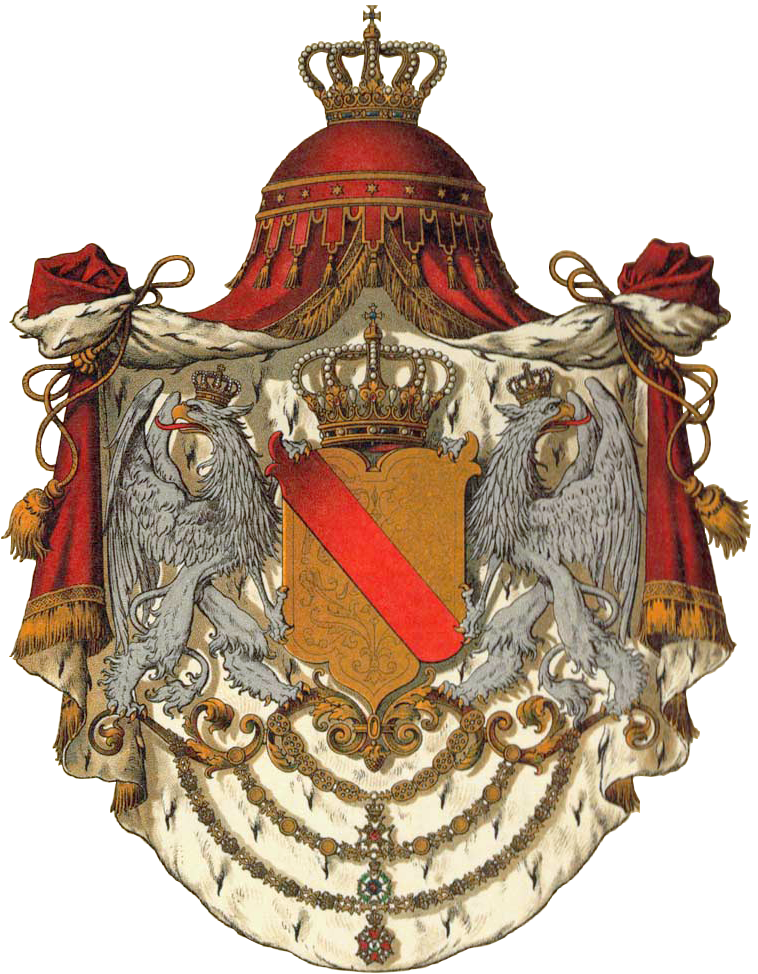
Wappen des großherzoglichen Hauses Baden
Wappen des Großherzogtums Sachsen